# Landing op Sicilië
De Landing op Sicilië was een zware militaire operatie die begon op 9 juli 1943  De invasie op het eiland droeg de codenaam Operatie Husky en vormde het begin van de Italiaanse Veldtocht door de geallieerden in de Tweede Wereldoorlog.
Aan de landing op Sicilië namen aan geallieerde zijde troepen deel uit het Britse Gemenebest en de Verenigde Staten, 150.000 manschappen, 3.000 schepen en 4.000 vliegtuigen. Het eiland werd verdedigd door twee Italiaanse korpsen en het Duitse 14e Pantserkorps.

## Planning
Nadat de geallieerde troepen op 13 mei 1943 in Noord-Afrika de legers van Duitsland en Italië hadden verslagen, kwam er mankracht en materieel vrij voor verdere campagnes. Terwijl de campagne in Tunesië nog aan de gang was, werden aan geallieerde zijde reeds plannen gemaakt voor het vervolg. De Amerikanen waren voorstander van een landing in Noord-Frankrijk, de Britten voor een nieuw front in het Middellandse Zeegebied, "de zachte onderbuik van het Derde Rijk", zoals Churchill het uitdrukte. Op de Conferentie van Casablanca werd uit de geschikte doelen gekozen voor Sicilië, onder andere omdat hier luchtdekking vanuit Noord-Afrika gegeven kon worden. Niet alleen de alternatieven Joegoslavië, Griekenland, Kreta en Zuid-Frankrijk vervielen hiermee, ook Noord-Frankrijk zou in 1943 nog niet in aanmerking komen. Als tijdstip hiervoor werd mei 1944 afgesproken, als concessie aan de Amerikanen.
De strategische doelstelling van de landing op Sicilië was een veiliger doortocht voor geallieerde scheepvaart in de Middellandse Zee. Het eiland zou ook een uitstekende basis zijn voor luchtaanvallen op de Noord-Italiaanse industriegebieden en de Roemeense oliebronnen. Ook was er de hoop dat Italië hierdoor gedwongen de strijd helemaal zou opgeven; in Italië was door de vrijwel onophoudelijke tegenslagen en vernederingen weinig strijdlust meer over. Men had een half miljoen man verloren in Afrika en driehonderdduizend in de Sovjet-Unie. Veel divisies waren verzwakt door de oorlog tegen Griekenland en de daarop volgende strijd tegen de partizanen van Tito. Voor de verdediging van het moederland had men nu alleen onvoldoende geoefende en slecht bewapende troepen over, met een bedenkelijk moreel. 
Er werd door de geallieerden niet zwart op wit gesteld dat Sicilië een bruggenhoofd voor een aanval op Italië zou worden. De Amerikanen wilden namelijk dat Sicilië het laatste geallieerde avontuur in de Middellandse Zee zou zijn, terwijl Churchill graag wilde doorstoten naar Italië. Dit verschil van mening zou invloed hebben op het laatste deel van de campagne.
Generaal Dwight Eisenhower werd aangesteld als commandant van de invasie, terwijl generaal Harold Alexander het bevel over de landstrijdkrachten kreeg. Deze landstrijdkrachten bestonden uit het Britse 8e Leger onder generaal Bernard Montgomery, dat in de strijd in Noord-Afrika zijn sporen had verdiend, en het Amerikaanse 7e Leger onder generaal George Patton. Beide legers telden twee korpsen. De geallieerden verzamelden in Tunesië en op Malta vijfduizend vliegtuigen om de operatie te ondersteunen.

### Misleidingsoperatie Mincemeat
De landing werd voorafgegaan door een gewaagde misleidingsoperatie, operatie Mincemeat genaamd. Het doel was het Duitse opperbevel van desinformatie te voorzien en de Duitsers te doen geloven dat er een invasie zou plaatsvinden op Sardinië en Griekenland, en niet op Sicilië. De operatie werd geleid door Ewen Montagu van MI5 en bestond er uit dat een lijk te water werd gelaten, verkleed als Britse luchtmachtofficier met vervalste documenten over een landing in Griekenland. Deze informatie zou bij de Duitse militaire geheime dienst terecht moeten komen. Het staat niet vast of dat is gelukt maar de invasie verliep veel sneller en met minder verliezen dan vooraf verwacht. 

### Verdediging
De verdediging bestond uit 365.000 man Italiaanse en 40.000 man Duitse troepen onder bevel van de Italiaanse generaal Alfredo Guzzoni. Deze had de beschikking over ten minste 47 tanks en 200 stukken artillerie. De asmogendheden hadden in Zuid-Italië naar schatting 1.800 toestellen beschikbaar. De Italiaanse slagvloot had zich teruggetrokken naar La Spezia.
Aan de zijde van de asmogendheden werd serieus rekening gehouden met een invasie. Men realiseerde zich daarbij dat men niet sterk genoeg zou zijn om het eiland te verdedigen wanneer de geallieerden eenmaal een stevig bruggenhoofd hadden gevestigd. De enige hoop lag in het in een vroeg stadium terugslaan van de geallieerde landingstroepen. Dit was echter makkelijker gezegd dan gedaan, omdat de Italiaanse eenheden de mobiliteit misten voor een dergelijke tegenaanval. Gedwongen door dit gegeven, werd er besloten de reserves dicht bij de meest waarschijnlijke landingsplaatsen te plaatsen. Haastig probeerde men nog fortificaties te construeren maar dit bouwprogramma kon niet worden voltooid. Italiaanse verzoeken om meer Duits materieel en pantserdivisies bleven onbeantwoord. Generaal Guzzoni, die vier extra pantserdivisies het minimum achtte voor een succesvolle verdediging, verspreidde zijn kusteenheden in een smalle lijn langs de gehele kust en plaatste twee Italiaanse infanteriedivisies, het XII Italiaanse korps en XVI Italiaanse korps, op de twee meest waarschijnlijke locaties voor een geallieerde invasie: de westpunt en de zuidoostpunt van het eiland. De beide Duitse divisies, de 15e Pantsergrenadierdivisie en de Parachutisten-Pantserdivisie "Hermann Göring" plaatste hij in het zuidoosten van het eiland; de plaats die hij als het meest aannemelijk beschouwde. De Duitse opperbevelhebber in Italië, Albert Kesselring, besloot echter dat het westen niet uitgesloten kon worden als landingsgebied, en liet eenheden van de 15e Pantsergrenadierdivisie in het westen van het eiland positie innemen.
Op 11 juni werd het eiland Pantelleria door bombardementen tot overgave gedwongen in Operatie Corkscrew. Op 9 juli werd Guzzoni door luchtverkenning gewaarschuwd voor een invasievloot. Om 22.00 uur vaardigde hij een algeheel alarm uit, anderhalf uur voor de eerste luchtlanding.

## De landingen

### Dag 1, 10 juli 1943

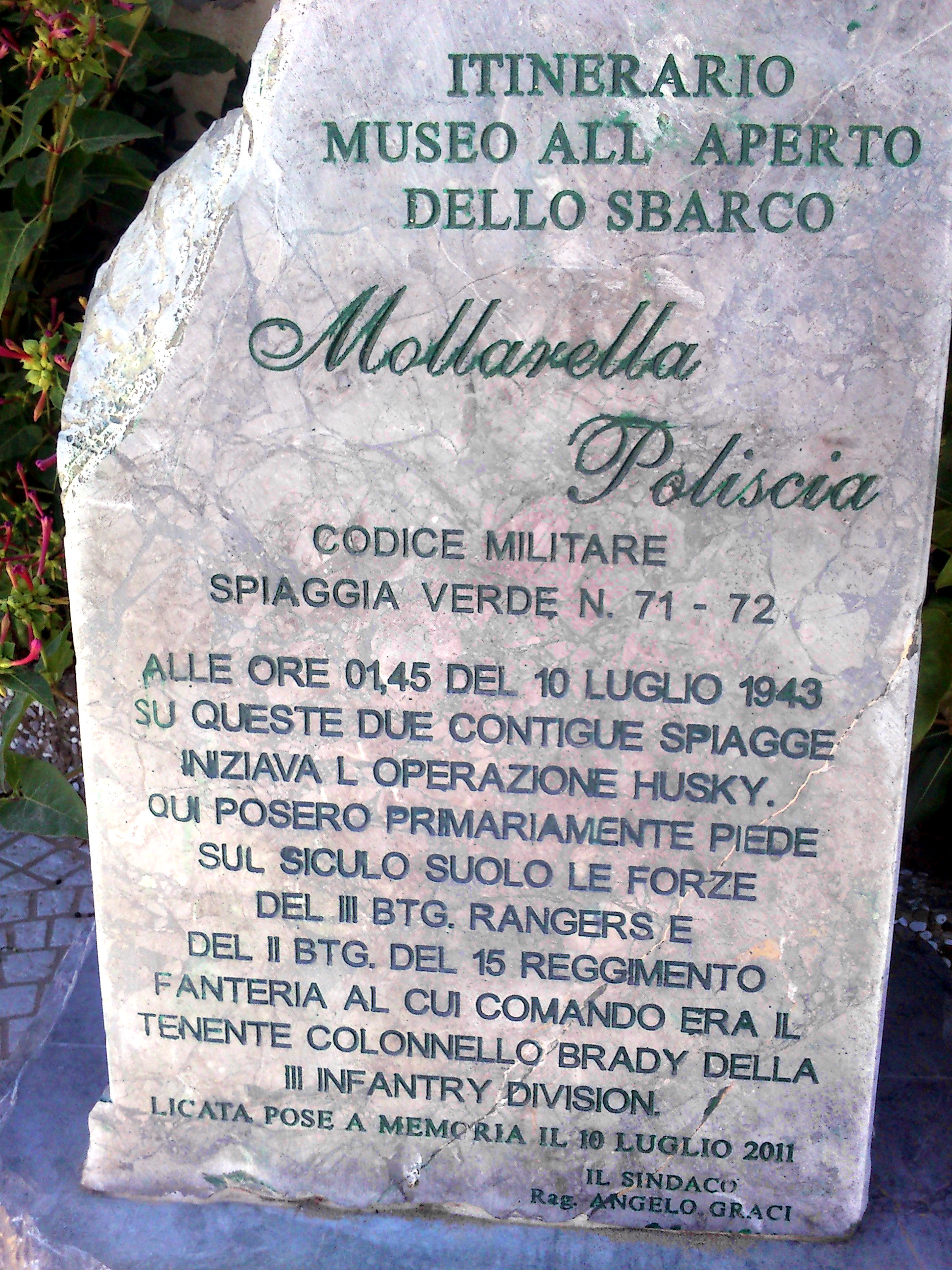
Gedenkteken voor de landingen in Licata en op de stranden van Mollarella en Poliscia

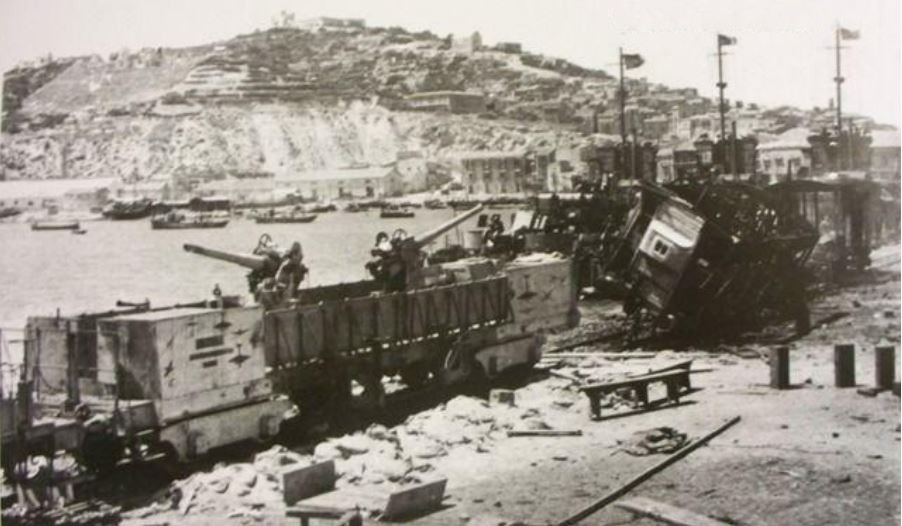
Bewapende trein van de Italiaanse marine, vernietigd door USS Bristol tijdens de landing in Licata

De landingen vonden plaats bij sterke wind. Dit vormde een belemmering bij de landingen, maar droeg bij aan de verrassing. De landingen vonden plaats aan de zuid- en oostkust van het eiland. De Britten landden aan de oostzijde, de Amerikanen aan de zuidzijde.
Als voorbereiding op de invasie vonden in de nacht van 9 op 10 juli 1943 vier luchtlandingen plaats bij Licata en op de stranden van Mollarella en Poliscia. De twee Amerikaanse luchtlandingen werden uitgevoerd door de Amerikaanse 82e luchtlandingsdivisie onder James Gavin. Het was voor hen de eerste keer dat zij operationeel werden ingezet. Door sterke wind werden de vliegtuigen uit de koers geblazen en landden de troepen sterk verspreid. Ze kwamen niet op hun verzamelpunten bijeen. De Britten gebruikten zweefvliegtuigen in plaats van parachutes, maar brachten het er niet veel beter vanaf. Slechts 12 van de 144 toestellen kwamen bij de geplande doelen aan de grond. Enkele toestellen stortten zelfs in zee.
In beide gevallen reageerden de luchtlandingstroepen adequaat door verspreide Duitse en Italiaanse patrouilles aan te vallen en zodoende verwarring te veroorzaken.
De landingen uit zee stuitten op weinig militaire weerstand. De Italiaanse troepen aan de kust hadden gebrek aan voldoende uitrusting en transport. Britse eenheden wandelden dan ook zonder noemenswaardige weerstand de havenplaats Syracuse binnen.
Alleen in de Amerikaanse sector was sprake van een substantiële tegenaanval, en wel precies op de plaats die door de parachutisten had moeten worden beveiligd. De eerste tegenaanval vond plaats door een Italiaans infanteriebataljon, de tweede door dertien Italiaanse tanks. De Italiaanse tanks slaagden erin door te dringen tot het centrum van Gela, voor zij door Amerikaanse Rangers (elite-infanterie) konden worden verdreven. Bij Piano Lupo slaagden Amerikaanse para's er in een aanval door twintig Italiaanse tanks te stoppen.
De Duitsers voerden een tegenaanval uit met negentig Duitse Panzerkampfwagen III en Panzerkampfwagen IV-tanks, twee pantserartilleriebataljons, een pantserverkenningsbataljon en een geniebataljon van de Parachutisten-Pantserdivisie "Hermann Göring". Beschieting door de vloot voor de kust was nodig om deze aanval te stoppen. De gevechten in de sector woedden voort. Zeventien zware Duitse Tiger-tanks, een pantserartilleriebataljon en twee bataljons gemotoriseerde infanterie van de Parachutisten-Pantserdivisie "Hermann Göring" namen een bataljon van de Amerikaanse 45e divisie gevangen.
Aan het eind van de eerste dag beschikten de Amerikanen over een 80 km breed, 3–6 km diep bruggenhoofd. In het midden gaapte echter een gevaarlijk gat door de Italiaanse en Duitse tegenaanval.

### Dag 2, 11 juli 1943
De volgende dag, 11 juli, bleek voor het 7de leger de meest gevaarlijke. Reeds vroeg in de ochtend hernieuwde Guzzoni zijn aanval op het dunne Amerikaanse centrum bij Piano Lupo, Gela en de stranden in de buurt. Guzzoni zette het grootste deel van twee divisies in, de Hermann Göring-divisie en de Italiaanse Livorno Divisie. Ook organiseerde hij extra luchtsteun en bombardementen door op het Italiaanse vasteland gestationeerde vliegtuigen. Door een verkeersopstopping op de overvolle stranden konden Amerikaanse tanks niet worden ingezet. Opnieuw moest infanterie ondersteund door extra vuursteun van de vloot de Duits-Italiaanse aanval stoppen.
Op 11 juli gaf Patton, gezien de ontstane hachelijke toestand, zijn reserveluchtlandingsregimenten opdracht om te landen en het centrum te versterken. Helaas was de communicatie gebrekkig. Niet iedereen werd over de op handen zijnde luchtlanding geïnformeerd. De versterkingen arriveerden kort na een Duitse luchtaanval, en 37 van de 144 vliegtuigen gingen verloren door vuur van de eigen troepen.
Aan zijde van de asmogendheden nam generaal Hans Hube de leiding. Toen de tegenaanval faalde, werd een verdedigende lijn rond Messina betrokken. Hierbij werd vakkundig gebruikgemaakt van het terrein, zoals de steile hellingen van de vulkaan Etna.

### Dag 3-4, 12-13 juli

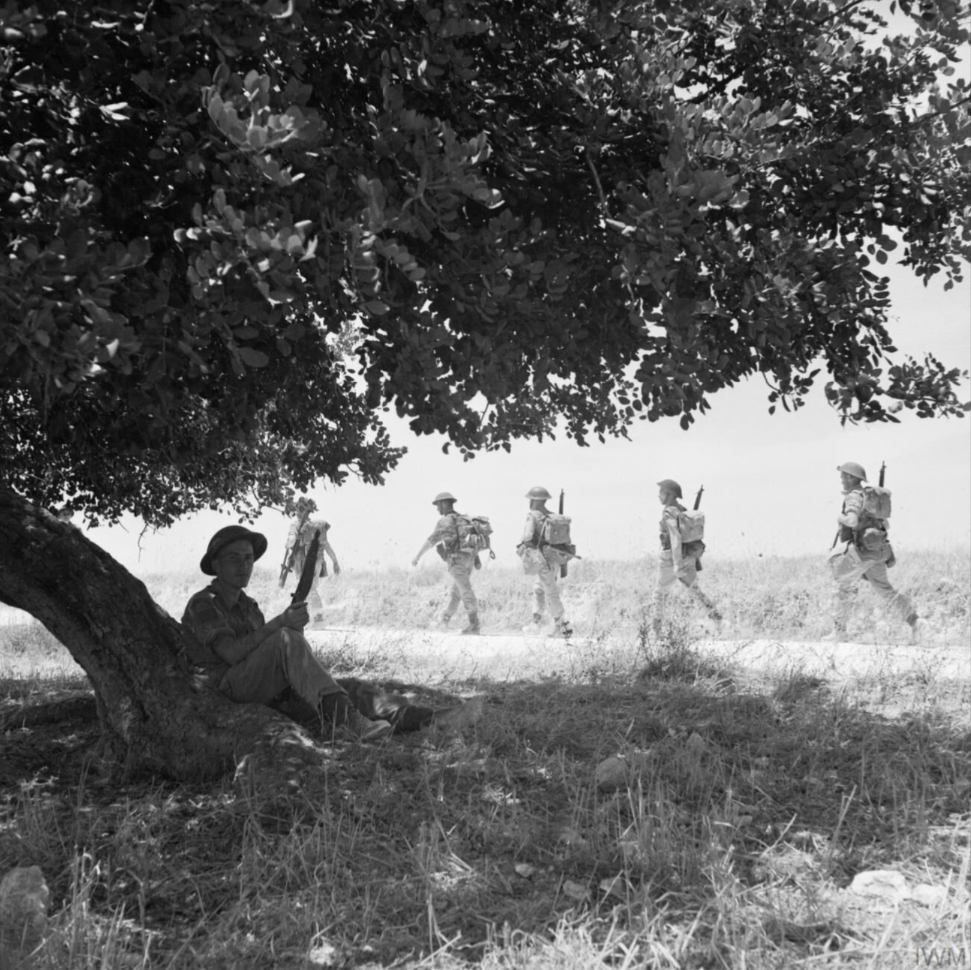
Canadese troepen van het Carleton and York Regiment, 3rd Infantry Brigade, trekken landinwaarts van de stranden, 13 juli 1943

Gedurende de volgende twee dagen maakten zowel de Britten als de Amerikanen geleidelijk vorderingen.

## De strijd om het eiland
De plannen voor de acties na de landingen waren alleen in grote lijnen uitgewerkt. Zowel het Britse als het Amerikaanse leger zouden elk naar hun eigen doelen optrekken. De grens tussen de twee legers lag vast. Gedurende de eerste twee dagen verliep de opmars als gepland. In het westen werd Vizzini ingenomen, in het oosten Augusta. Hierna liep de Britse opmars echter vast op Duitse weerstand in haar sector. Hube had vanuit Zuid-Frankrijk de Duitse Eerste parachutistendivisie laten komen.
Door de verovering van een aantal vliegvelden op het eiland konden de geallieerden hun luchtoverwicht effectiever gebruiken. Zware bombardementen op de Duitse posities slaagden er echter niet in de Duitse weerstand te breken. Wel hinderden de geallieerde bombardementen de bevoorrading van de Duitse troepen, zowel bij het transport door Italië als bij het transport over de straat van Messina. Montgomery haalde hierop Alexander over de grens tussen de twee legers te verleggen zodat de plaats van de grootste weerstand omzeild kon worden, en de Britten de hoofdrol zouden kunnen spelen bij de inname van de stad Messina.
De Amerikanen zouden de Britse linkerflank dekken terwijl de Britten het eigenlijke aanvalswerk uitvoerden. Deze opzet was niet naar de zin van Patton, die een meer actieve rol voor de Amerikanen verlangde. Waarschijnlijk durfden de Britten na het Amerikaanse optreden in de eerste fasen van de Tunesische campagne de Amerikanen geen belangrijkere rol toe te vertrouwen. Alexander gebruikte als vergelijking: "de Britten zijn het zwaard, de Amerikanen het schild dat het zwaard dekt". Patton was woedend over dit besluit. Hij wilde de inname van Palermo door Amerikaanse troepen laten gebeuren, maar hij kreeg opdracht zich aan zijn rol te houden.
Wel kreeg hij toestemming voor "beperkte verkenningsacties" in oostelijke richting. Patton legde deze toestemming zeer ruim uit. Beginnend met beperkte verkenningsacties rapporteerde hij al snel een "reconnaissance in force" naar Agrigento. De Amerikaanse troepen ontmoetten hierbij weinig weerstand. Hij overreedde hierna Alexander om op te mogen rukken naar Palermo, maar Alexander trok even later deze toestemming in. Patton claimde later dat dit bevel "bij de verzending onduidelijk was geworden". Toen het "misverstand" was opgehelderd, stond Patton aan de poorten van Palermo. Op 22 juli werd Palermo ingenomen. Dat Patton weinig weerstand ontmoette, was vooral te danken aan de terugtrekking een paar dagen eerder van de 15e pantsergrenadier-divisie.
De val van Palermo inspireerde een coup tegen Mussolini, die werd afgezet. Hoewel het verwijderen van Italië een van de langetermijndoelen van de actie was geweest, waren de geallieerden totaal verrast door de snelheid waarmee dit gebeurde. De coup bracht weliswaar op dit moment nog geen verwijdering van Italië als partij in de oorlog, maar bracht wel een verwijdering tussen Rome en Berlijn teweeg.
Na de inname van Palermo door Patton zaten de Britten nog steeds vast ten zuiden van Messina. Het Duitse opperbevel had hier de orde hersteld, ook onder de in paniek geraakte Italiaanse soldaten. Het terrein met name rond de Etna werkte hier sterk in het voordeel van de verdedigers. Alexander gaf opdracht tot een aanval van twee zijden. Patton raakte bezeten van het idee om Messina vóór de Britten te bereiken. Hij schreef: "Dit is een paardenrace waarin het prestige van het Amerikaanse leger op het spel staat." Op 23 juli kreeg Patton opdracht om naar het oosten te keren: Op naar Messina.
Hans Hube gaf aan Duitse zijde opdracht tot een tactisch vertragende terugtocht naar Messina. Deze terugtocht werd door de Duitsers bijzonder vakkundig uitgevoerd. Bovendien kregen de Duitsers nog versterking van de 29e Pantsergrenadierdivisie.
Rondom Messina was het terrein bijzonder sterk in het voordeel van de verdedigers: steile heuvels zonder veel dekking. Patton begon zijn aanval op de Duitse verdedigingslinie bij Troina, maar dit was een steunpunt in de verdedigingslinie en werd taai verdedigd. Ondanks drie "laatste amfibische landingen" (Sant'Agata, Brolo, en een mislukte landing achter de eigen linies) slaagden de Duitsers er in om het grootste deel van hun strijdkrachten over de Straat van Messina te evacueren naar het Italiaanse vasteland. Eenheden van de Derde Infanteriedivisie trokken Messina binnen enkele uren na het vertrek van de laatste schepen van de Asmogendheden. Patton had zijn race naar Messina gewonnen.

## Consequenties en nasleep
De Duitsers verloren circa 20.000 man. De Italianen hadden enorme verliezen.  Ze hadden ruim 4.000 doden en 32.500 gewonden te betreuren. Bovendien waren er nog eens ruim 115.000 Italiaanse militairen krijgsgevangen genomen. De inname van het vliegveld van Biscari had een slachtpartij tot gevolg, waarbij 73 krijgsgevangenen werden gedood, vermoedelijk op aanzet van Patton.
De Verenigde Staten telden 2237 doden en 6544 gewonden en krijgsgevangenen. De Britten telden 2721 doden en 10.122 gewonden en krijgsgevangenen.
De asmogendheden evacueerden 100.000 man en 10.000 voertuigen volgens plan. De geallieerden ondernamen weinig pogingen om deze aftocht te hinderen, en hadden hiervoor ook geen plannen opgesteld.
De invasie had een grote invloed op het Oostfront. De Duitsers staakten hun aanval bij Koersk omdat zij eenheden naar Italië wilden zenden.
Husky was de grootste amfibische operatie uit de Tweede Wereldoorlog in termen van aan land gezette manschappen. In dit opzicht overtrof het zelfs de latere Landing in Normandië.
Strategisch gezien bereikten de geallieerden alle gestelde doelen. De asmogendheden verloren Sicilië als basis voor hun lucht- en vlootactiviteiten. De Middellandse Zee werd hierdoor veiliger voor geallieerde scheepvaart. Mussolini verloor de macht in Italië. De deur naar een invasie op het Italiaanse vasteland lag open.
De verhouding tussen Britten en Amerikanen was door het Amerikaanse succes verbeterd. De Amerikanen werden door de Britten meer "voor vol" aangezien.
Operationeel gezien bleek het Duitse leger de meerdere van zowel de Britse als Amerikaanse troepen. Toen de Duitsers eenmaal de leiding genomen hadden, bepaalden zij de richting en het tempo van hun aftocht.
De operatie leverde bij de evaluatie belangrijke lessen voor de Landing in Normandië.

## Begeleidende operaties
- Operatie Barclay: Misleidingsoperaties om de nazi's te misleiden qua tijd en plaats van de landing.
  - Operatie Mincemeat: Een van de operaties van Operatie Barclay.
- Operatie Chestnut: Luchtlanding op 12 juli 1943 door 2 SAS-leden om communicatie te storen.
- Operatie Corkscrew: Geallieerde landing op het zwaar gefortificeerde Italiaanse eiland Pantelleria op 10 juni 1943.
- Operatie Fustian: Luchtlanding bij Primrose Bridge op 13 juli - 14 juli 1943.
- Operatie Ladbroke: Glider landing bij Syracuse op 9 juli 1943.
- Operatie Narcissus: Commando raid op een vuurtoren bij de hoofdlandingsplaats op 10 juli 1943.

## Trivia
- De operatie Mincemeat is door de Britse Luitenant en Commandeur Ewen Montagu beschreven in de historische roman The man who never was die twee keer is verfilmd.